# Manu Lecomte
Emmanuel Lecomte, detto Manu (Ixelles, 16 agosto 1995), è un cestista belga.

## Carriera
Con il Belgio ha disputato due edizioni dei Campionati europei (2017, 2022).